# Залоза Дюфура
За́лоза Дю́фура (англ. Dufour’s gland) — залоза зовнішньої секреції, характерна для самок  жалких перетинчастокрилих комах (мурах, бджіл і ос). Розташована в задній частині черевця, поруч з отруйною залозою, виробляє феромони тривоги, слідові та деякі інші речовини.

## Опис

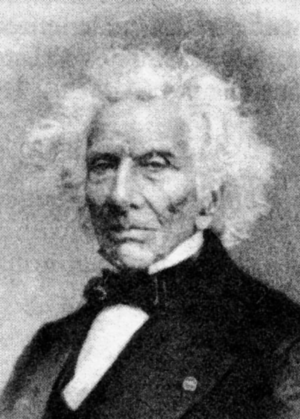
Французький ентомолог Жан Марі Леон Дюфур, який відкрив Дюфурову залозу в 1841 році.

Дрібна залоза, яка розташована в задній нижній частині черевця самок, поруч з отруйною залозою і жалом (яйцекладом). Залоза була вперше описана в 1841 році французьким ентомологом Жаном Марі Леоном Дюфуром (фр. Léon Jean Marie Dufour 1780—1865). Залози вистелені одним шаром епітеліальних клітин, які секретують речовини у внутрішню порожнину. М'язи, що оточують вихідний отвір, контролюють вихід секретів. Залозисті клітини містять в достатку гладкий ендоплазматичний ретикулум, безліч секреторних везикул, мітохондрій і щільних гранул, відповідно до їх ролі в секреції. Простий епітелій без особливих модифікацій був виявлений у більшості досліджених представників Myrmicinae і Ponerinae. У африканських Dorylinae епітелій має зубчастий 
вигляд і численні базальні інвагінації, в той час як американські Ecitoninae мають дуже однорідний епітелій з базальним шаром мембранних складок. Myrmeciinae, Pseudomyrmecinae і Dolichoderinae демонструють різні види апікальних мікроворсинок, тоді як для Formicinae характерний субкутикулярний шар мітохондрій і дуже товста базальна мембрана.

## Біохімія
Залоза Дюфура має лужний і терпеноїдний екскрети. В складі Дюфурових залоз виявлено близько сотні різноманітних органічних речовин (кетони, лактони, вуглеводні, вуглеводи, спирти, терпеноїди, ефіри). Серед секретів Дюфурової залози, наприклад, у рудих лісових мурах знайдені наступні речовини: n-нонан, n-декан, n-ундекан, 9-ундецен, n-додекан, 1-додецил, 3-метилундекан, 5-метилундекан, n-тридекан, n-тетрадекан, 3-метилтридекан, 5-метилтридекан, тетрадецен, n-пентадекан, 7-пентадецен, n-гексадекан, n-гептадекан, цис-8-гептадецен, гептадекадієн, n-октадекан, 9-октадецен, n-нонадецен, 9-нонадецен, нонадекадієн, n-ейкозан, ейкозен, n-генейкозан, генейкозен, n-докозан, трикозен, n-тетрадецил ацетат, тетрадецил ацетат, n-гексадецил ацетат, гексадецил ацетат, n-октадецил ацетат, гераніл-гераніл ацетат і інші. В складі секретів Дюфурової залози австралійської мурахи-бульдога Myrmecia gulosa переважає алкен цис-8-гептадецен (Cavill and Williams, 1967), який становить 62%; також представлені розгалужені вуглеводні (15%), n-тетрадекан (1%), n-пентадекан (17%), гексадекан (1%) і гептадекан (4%). В Amblyopone australis виявлені аліфатичні вуглеводні, а у Pseudomyrmecinae - n-пентадекан, n-гептадекан і гептадецен. Аліфатичні вуглеводні — це єдиний клас органіки, що синтезується в цих залозах у представників підродини мирміцини.

## Функції
В залоза Дюфура мурах виділяє речовини, які виконують функції феромонів тривоги, слідів і статевих феромонів і деякі інші. В бджіл і ос залоза Дюфура також виділяє речовини, що дозволяють розпізнавати «своїх», і сигналізують про роль матки або фертильності. Залоза добре розвинена у бджіл роду Andrena, у яких її секрети використовуються для гідроізоляції та захисту стільників з розплодом від грибків. В паразитичної оси Vespula austriaca залозою Дюфура виділяються секрети, які стримують оогенез у робочих бджіл виду-хазяїна, запобігаючи їх яйцекладці та розмноженню.
Серед інших функцій експериментально доведено, що виділення самок мурах-рабовласників Polyergus breviceps знижує агресивність робочих особин-рабів Formica щодо них.